# Kopaczówka (rejon wołoczyski)
Kopaczówka (ukr. Копачівка) – wieś na Ukrainie. Administracyjnie podlega rejonowi wołoczyskiemu, w obwodzie chmielnickim. Znajduje się ok. 7 km na południowy wschód od Wołoczysk.